# Kari Sál
Kari Sál (* 4. Mai 1993 in Lesko als Karina Srocka) ist eine polnische Jazzmusikerin (Gesang, Komposition).

## Leben und Wirken
Sál wuchs im Bieszczady-Gebirge auf. Sie studierte zunächst an der Grażyna und Kiejstut Bacewicz Musikakademie in Łódź, später Jazzgesang an der Musikakademie Danzig. Mit ihren Schwestern Joanna und Martyna Srocka trat sie als Gesangstrio SisT(h)ree/SiostryTrzy auf; beim Weltjugendtag 2016 in Krakau sangen sie für fast zwei Millionen Zuschauer aus der ganzen Welt.
Auf ihrem Debütalbum Betesda für das slowakische Label Hevhetia interpretiert sie mit einem hochkarätig besetzten Oktett eine Reihe von geistlichen Liedern, eigenen Kompositionen, die neben eigener Lyrik auf apokryphen Bibeltexten aus dem Protoevangelium des Jakobus beruhen. Das Titelstück hatte seine Premiere auf dem Festival The Colours of Poland in Brzeziny 2016 der Arthur Rubinstein Philharmonie.
Sál ist mit Adam Bałdych verheiratet, mit dem sie auch seit 2015 auftritt. Mit ihrem Mann zusammen organisierte sie während der COVID-19-Pandemie in Polen die Kampagne #gramywdomu mit Livestream-Konzerten, um die Situation der Künstler zu verbessern.

## Diskographische Hinweise
- Bedesda (Hevhetia 2017, mit Adam Bałdych, Verneri Pohjola, Piotr Chęcki, Michał Zaborski, Paweł Kaczmarczyk, Michał Kapczuk, Krzysztof Szmańda)
- Butterfly (Imaginary Music 2024, mit Adam Bałdych, Jacob Karlzon, Kacper Budziszewski, Roman Chraniuk, Dawid Fortuna)[7]